# Pleurothallis erythrium
Pleurothallis erythrium är en orkidéart som beskrevs av Carlyle August Luer. Pleurothallis erythrium ingår i släktet Pleurothallis och familjen orkidéer. Inga underarter finns listade i Catalogue of Life.